# 用我的手指蹂躪妳！～打烊後的沙龍、被壞心眼欺負
《用我的手指蹂躪妳！～打烊後的沙龍、被壞心眼欺負》是由日本漫画家neco创作的成人漫画。该作品自2019年11月8日在ComicFesta网站上连载。

## 剧情简介
由于工作时注意力不集中，助手星谷文多次犯错，魅力十足的店长七濑苍甫罚她在打烊后留下继续练习。练习的过程中，苍甫开始对她爱抚，采取攻势。

## 登场人物
动画声优顺序分别为“TV通常版/完全版声优”：
七濑苍甫（配音：少年：中島瞳；成年：駒田航/佐和真中）
美发店Freja的店长，魅力十足的美发师
星谷文（配音：山岡百合/はちみつこ）
美发店的助手，目标是成为独当一面的美发师。
千葉要（配音：永塚拓馬/桜ICE獅子丸）
模特，店里的常客

## 出版书籍
| 卷數 | 彗星社         | 彗星社                 |
| 卷數 | 發售日期       | ISBN                   |
| ---- | -------------- | ---------------------- |
| 1    | 2019年9月18日  | ISBN 978-4-434-26275-3 |
| 2    | 2020年4月18日  | ISBN 978-4-434-27189-2 |
| 3    | 2020年11月27日 | ISBN 978-4-434-28448-9 |
| 4    | 2021年10月18日 | ISBN 978-4-434-29190-6 |
| 5    | 2022年7月18日  | ISBN 978-4-434-30265-7 |
| 6    | 2023年1月18日  | ISBN 978-4-434-31054-6 |
| 7    | 2023年12月18日 | ISBN 978-4-434-32693-6 |
| 8    | 2024年10月18日 | ISBN 978-4-434-32693-6 |
| 9    | 2025年8月18日  | ISBN 978-4-434-35852-4 |
| 10   | 2025年8月18日  | ISBN 978-4-434-35853-1 |

## 电视动画
2020年4月起，《用我的手指来扰乱吧。～在打烊后仅剩两人的沙龙…～》电视动画以5分钟泡面番形式在东京都会电视台播出。与ComicFesta上其他动漫一样，该动画分为普通版和限制级完全版，完全版在动漫区独占收費播放。

### 制作人员
- 原作 - neco[2]
- 策划 - 濑川章子
- 导演 - 熨斗谷充孝[2]
- 剧本统筹·编剧 - 佐和山进一郎[2]
- 人物设定·总作画监督 - 永井泰平[2]
- 色彩设计 - アノヒト
- 美术指导・美术设定 - 池田勉
- 摄影指导 - やまもとらぶへい
- 编辑 - セリエ＠G
- 音效指导 - 江本孝宏（日语：えのもとたかひろ）[2]
- 音效制作 - スタジオマウス（日语：スタジオマウス）[2]
- 制片人 - 佐々木壮也、小嶋拓也
- 动画制作制片人 - RiKi、張本雅人
- 动画制作 - Magic Bus[2]
- 制作 - ピカンテサーカス、彗星社（日语：彗星社）[2]

### 主题曲
《指尖的魔法》（指先の魔法）
动画主题曲，通常版由駒田航演唱，完全版由佐和真中扮演七瀬蒼甫演唱。
作詞：桑原佑介、作曲・編曲：森田交一。

### 各话列表
| 集数 | 日文标题                                         | 中文标题                             | 作画指导                               |
| ---- | ------------------------------------------------ | ------------------------------------ | -------------------------------------- |
| 1    | 俺の指に欲情してる？                             | 对我的手指发情了吗？                 | 永井泰平、ななし、たまねぎ             |
| 2    | お前は今、誰よりも可愛い。                       | 你现在比任何人都可爱。               | 永井泰平、ななし、たまねぎ             |
| 3    | お前が頑張ってるのは俺がちゃんと知ってる。       | 我对你在努力的事情一清二楚。         | 永井泰平、ななし、たまねぎ、野上しんや |
| 4    | もうちょっと続けて、気持ちいいから。             | 再做一会，好舒服                     | 永井泰平、ななし、たまねぎ、野上しんや |
| 5    | 近づいただけで、こんなに熱くなってる…            | 只是靠近、就如此的炙热               | 永井泰平、ななし、たまねぎ             |
| 6    | 好きでもないやつをからかうほど暇じゃないんだよ。 | 我才没有闲到去调戏一个我不喜欢的人啊 | 永井泰平、ななし、たまねぎ             |
| 7    | その時まで…浮気すんなよ？                        | 直到那时...都不许出轨哦？            | Gaonnuri                               |
| 8    | じゃあ…キスならいい？                            | 那…接吻可以吗？                      | 永井泰平、清水恵蔵、たまねぎ           |

### 播放电视台
| 播放期間               | 播放時間                       | 播放电视台     | 播放地域 | 备注 |
| ---------------------- | ------------------------------ | -------------- | -------- | ---- |
| 2020年4月6日 - 5月25日 | 星期一 1:00 - 1:05（周日深夜） | 東京都會電視台 | 東京都   |      |

YouTube、Niconico動畫、GYAO!、DOCOMO动画商城、U-NEXT在网络播放普通版。ComicFesta星期一0:00播放有年龄限制的完整版。

### 网络广播
2020年4月3日《ComicFesta Radio用我们的声音打扰》播出，驹田航饰演七瀬苍甫，永冢拓马饰演千叶要。